# کامی شوماخر
کامی شوماخر (آلمانی: Camille Schumacher; ۶ مهٔ ۱۸۹۶ – ۳ اوت ۱۹۷۷) بازیکن فوتبال اهل لوکزامبورگ بود.
وی همچنین در تیم ملی فوتبال لوکزامبورگ بازی کرده‌است.